# یاوز تورگل
یاوز تورگل (ترکی استانبولی: Yavuz Turgul؛ زادهٔ ۵ آوریل ۱۹۴۶) کارگردان فیلم و فیلم‌نامه‌نویس اهل ترکیه است که از سال ۱۹۷۶ میلادی تاکنون مشغول فعالیت بوده‌است. مشهورترین اثرش راهزنی نام دارد.